# Sphindocis denticollis
Sphindocis denticollis är en skalbaggsart som beskrevs av Henry Clinton Fall 1917. Sphindocis denticollis ingår i släktet Sphindocis och familjen trädsvampborrare. Inga underarter finns listade i Catalogue of Life.